# Xyloolaena
Xyloolaena é um género botânico pertencente à família Sarcolaenaceae.

## Espécies
O género Xyloolaena inclui seis espécies descritas, das quais cinco se encontram aceites:
- Xyloolaena humbertii Cavaco
- Xyloolaena perrieri F.Gérard
- Xyloolaena richardii (Baill.) Baill.
- Xyloolaena sambiranensis Lowry & G.E.Schatz
- Xyloolaena speciosa Lowry & G.E.Schatz